# Герб Яворова
Герб Я́ворова — офіційний символ міста Яворова (райцентр Львівської області), затверджений рішенням Яворівської міської ради 26 квітня 1996 р. Герб є промовистим.
Автором-розробником сучасного герба Яворова на основі історичного міського символу є знаний український геральдист А. Б. Гречило.

## Опис
Герб Яворова: у червоному полі золотий човен, над яким — золотий яворовий листок.

## Історія
1569 року королем Сигізмундом-Августом Яворову було надано Магдебурзьке право. На гербі міста було поєднано родові емблеми колишніх власників міста: герб Шамотульських «Наленч» (на червоному тлі срібна пов'язка, згорнута кільцем) та герб Гурок «Лодзя» (на червоному тлі золотий човен). Зображення цього оригінального міського герба збереглося на яворівській печатці 1604 року.
Коли Яворів разом з Галичиною перейшов до австрійських володінь, його було приписано до Перемиської округи як повітове місто. Наприкінці XVIII століття для Яворова було узаконено герб. У ньому повторювалася символіка давнішої міської відзнаки: на червоному тлі — польська гербова фігура «Nalecz» — срібний складений вузлом рушник, під яким — золотий човен.

## Галерея

Герб Яворова після отримання Магдебурзького права
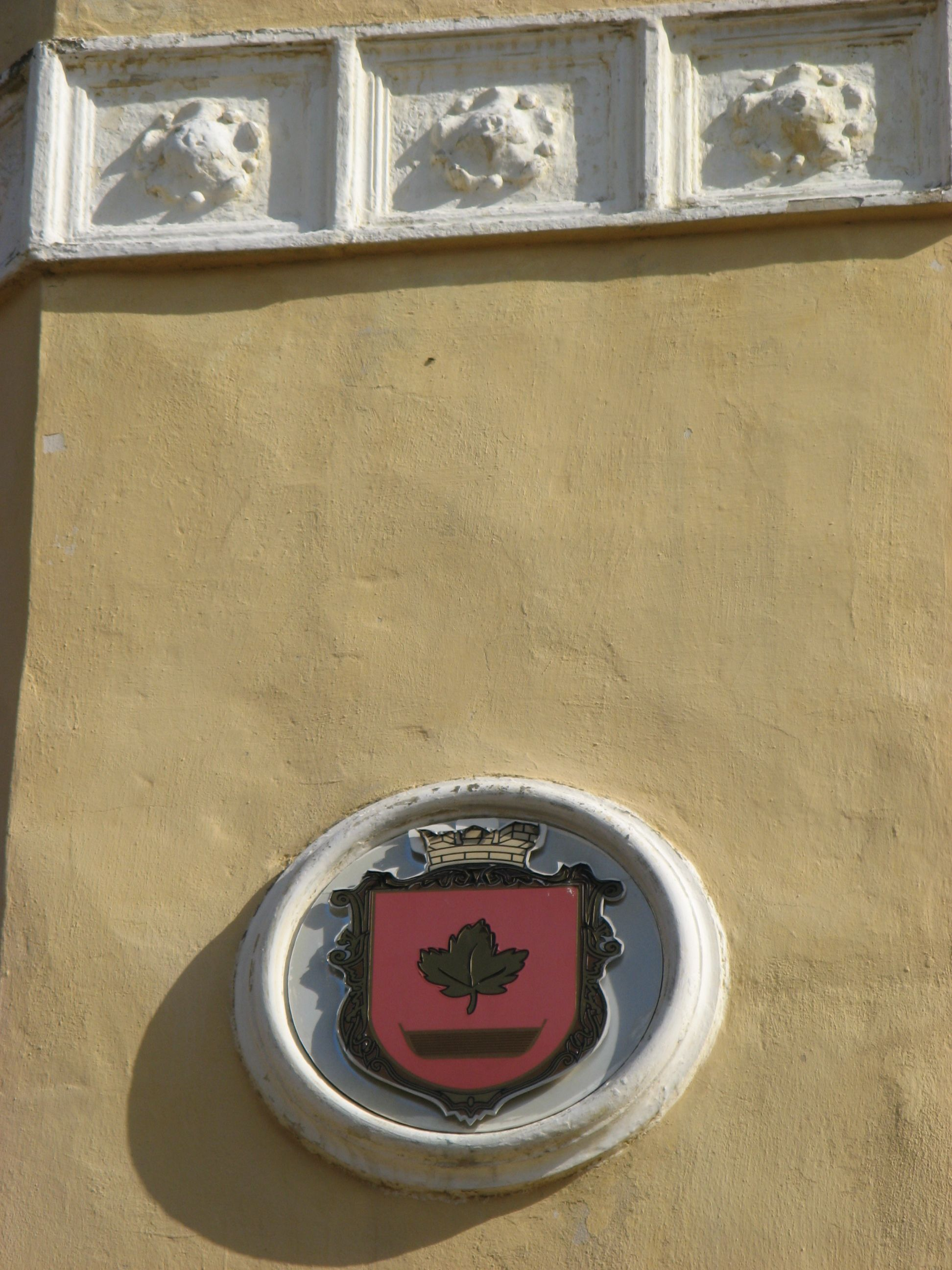
Герб Яворова на міській Ратуші